# Communis
Le mot communis est originellement une déclinaison (notamment le nominatif singulier masculin ou féminin) d'un adjectif latin signifiant « commun ».
- En taxonomie, le mot communis est employé comme épithète spécifique ou nom subspécifique pour nommer diverses espèces animales ou végétales. Pour les articles consacrés à de telles espèces, consulter la liste générée automatiquement.
- En droit public, une res communis (« chose commune ») est un bien commun qui, de par sa nature, est accessible et utilisable par tous et ne peut pas être approprié.